# Rui Luís Brás
Rui Alexandre Santos Silva, conhecido pelo nome artístico de Rui Luís Brás (Cadafais, Alenquer, 16 de Outubro de 1967), é um ator português. É irmão do também ator Peter Michael.

## Biografia
Iniciou a sua carreira em 1985, no grupo de teatro do Instituto Franco-Português em Le Roi Ubu. Concluiu o Curso de Formação de Actores da Escola Superior de Teatro e Cinema. Estreia-se profissionalmente no Teatro Aberto em 1988, sob a direcção de João Lourenço, em Romeu e Julieta. Trabalhou com Mário Feliciano, Filipe La Féria, Fernando Gomes, Jean Marie Villigier, Hélder Costa, Carlos Avilez, Adriano Luz, Almeno Gonçalves, e José Possi Neto, participando, entre outras, nas seguintes peças: D. João volta da Guerra, A Marmita de Papin, Ilha de Oriente, 1043 Extasis, Floresta de Enganos, A Primeira Página, Pastéis de Nata para a Avó, Os Mistérios de Lisboa, Democracia, A Vida de Galileu. Trabalha desde 1990 entre Macau e Lisboa, dirigindo como encenador.

## Teatro
- A Sapateira Prodigiosa
- A Casa de Bernarda Alba
- Dona Rosinha a Solteira de Garcia Lorca
- Não há nada que se coma?
- Não Há Nada que se Coma...a saga continua de Francisco Pestana
- A Trança Feiticeira (adaptação do romance de Henrique de Senna Fernandes)
- Como Água para Chocolate (adaptação do romance de Laura Esquível)
- As Mulheres de Atenas de Augusto Boal
- O Pecado de João Agonia de Bernardo Santareno
- O Meu Pé de Laranja Lima de José Mauro de Vanconcelos
- O Auto da índia de Gil Vicente
- Esta Noite Improvisa-se de Luigi Pirandello
- Falar Verdade a Mentir de Almeida Garrett
- Provavelmente Uma Pessoa de Abel Neves, 2007
- Em Chamas de Charlotte Jones
- Sala de Jantar de Richard Gourney
- Demónio Vermelho de Hideki Noda
- A Promessa de Bernardo Santareno
- Voltarei antes da meia noite de Peter Colley
- Flatspin-Um apartamento em Apuros de Alan Ayckbourn

## Filmografia

### Cinema
- A Nuvem (realizado por Ana Luísa Guimarães)
- A Maldição de Maria Alva (realizado por António de Macedo)
- Un Ballon sur Ia Tête (realizado por Michaela Weappton)
- O Altar dos Holocaustos (realizado por António de Macedo)
- Amor e Dedinhos de Pé (realizado por Luís Filipe Rocha)
- Entre Mortos e Vivos (realizado por Sérgio Godinho)
- Os Imortais (realizado por António-Pedro Vasconcelos)
- Debaixo da cama (realizado por Bruno Neill)
- Dot.com (realizado por Luís Galvão Teles)
- Carga (realizado por Bruno Gascon)

### Televisão
- A Mala de Cartão, RTP 1988 - Jacinto
- Ricardina e Marta, RTP 1989
- Quem Manda Sou Eu, RTP 1989 - Diogo
- A Grande Mentira, RTP 1990
- Veneno do Sol, RTP 1991
- O Altar dos Holocaustos, RTP 1992
- Telhados de Vidro, TVI 1992/1993 - Renato Sardi
- O Grande Irã, RTP 1993
- Verão Quente, RTP 1993/1994 - Duarte Vale
- Trapos e Companhia, TVI 1994
- Tudo ao Molho e Fé em Deus, RTP 1995 - Salvador
- Senhores Doutores, SIC 1997
- Ballet Rose, RTP 1997
- A Hora da Liberdade, SIC 1998
- Esquadra de Polícia, RTP 1998/1999 - Gregório Pêgo
- Todo o Tempo do Mundo, TVI 1999 - Zé Luís
- A Loja do Camilo, SIC 1999
- A Senhora Ministra, RTP 1999 - Zé Maria
- O Conde de Abranhos, RTP 2000 - Fradinho
- Ajuste de Contas, RTP 2000 - Gaspar
- Alves dos Reis, RTP 2000/2001 - Alves dos Reis
- Programa da Maria, SIC 2001
- Super Pai, TVI 2001
- Fúria de Viver, SIC 2001/2002 - Gonçalo Lima
- Tudo por Amor, TVI 2002
- O Jogo, SIC 2002/2003
- A Ferreirinha, RTP 2004 - Conde da Azambuja
- Uma Aventura, SIC 2004
- Inspector Max, TVI 2004
- Morangos Com Açúcar, TVI 2005/2006 - Jorge
- Floribella, SIC 2006
- Aqui Não Há Quem Viva, SIC 2006
- Jura, SIC 2006
- Vingança, SIC 2006/2007 - Leonardo
- Resistirei, SIC 2007 - Maurício Lemos
- Casos da Vida, TVI 2008
- Liberdade 21, RTP 2008
- Feitiço de Amor, TVI 2008/2009
- Espírito Indomável, TVI 2010/2011 - Lourenço
- Remédio Santo (participação especial), TVI 2011
- Há Sempre um Amanhã, RTP 2012 - Adriano
- O Profeta, TVI 2012 - Profeta
- Giras e Falidas, TVI 2012 - Inspector
- Bem-Vindos a Beirais, RTP 2013 - Francisco Cunha
- Mundo ao Contrário, TVI 2013 - Vítor
- Sol de Inverno, SIC 2014 - Dr. Filipe
- O Beijo do Escorpião, TVI 2014 - Marco Santos
- Os Nossos Dias, RTP 2014/2015 - Luís
- O Sábio, RTP 2017/2018 - Doutor Jorge
- Espelho d'Água, SIC 2017/2018 - Zé Paulo
- Vidas Opostas, SIC 2018/2019 - Fausto Vidal/Lázaro
- Prisão Domiciliária, SIC (OPTO) 2020
- A Generala, SIC (OPTO) 2020
- Amor Amor, SIC 2021 - Joe Serrão
- Para Sempre, TVI 2021-22 - Dr. Xavier
- Quero É Viver, TVI 2022 - Dr. Ferro
- O Pai Tirano, SIC (OPTO) 2022 - Prata
- Marco Paulo, SIC 2023 - João da Silva
- Cacau, TVI 2024
- Senhora do Mar, SIC 2024
- Vizinhos Para Sempre, TVI 2025 - Jaime - Pequena participação

### Dobragens
- Zorro - Sargento Garcia, Comandante Ramon, D. Carlos
- Tenchi Muyo! - Amidale; Katsuhito
- Pocoyo - Narrador
- A Carrinha Mágica - Arnaldo (4ª temporada)
- Rugrats - Lou Pickles (redobragem)
- Pokémon - Meowth (Temporadas 1 e 2)
- Pokémon: O Filme - Meowth
- Pokémon 2: O Poder Único - Meowth
- Pokémon 3: O Feitiço do Unown - Meowth
- Pokémon 4Ever: Celebi, A Voz da Floresta - Meowth
- Papuça e Dentuça - Porco-espinho; Texugo
- Toy Story 4 - Carl Rinoceronte
- Toy Story 2 - Imperador Zurg
- Uma Vida de Insecto - Flik
- O Gang dos Tubarões - Guiseppe
- Wallace e Gromit - A Maldição do Coelhomem - Polícia MacIntosh
- Tom e Jerry: Velocidade Peluda - Steed Dirkly
- Harry Potter e o Cálice de Fogo - Gregory Goyle
- Herbie - Prego a Fundo - Ray Peyton, Jr.
- Hotel Doce Hote: As Aventuras de Zack e Cody - Patrick
- O Pequeno Stuart Little 3
- Carros - Carro Flik
- Selvagem - Scab e Stan
- Harry Potter e a Ordem da Fénix - Greogy Goyle
- Monstros vs. Aliens - Presidente
- Astro Boy - Dr. Tenma
- Inzuma Eleven Go! - Riccardo Di Riggo; Alex Zabel; Percy Travis; Hugues Baudet; William Glass; Shawn Frost; Narrador
- Uncharted 3 - Charlie Cutter
- Violetta - Alex / Clement Galan; Milton Vinícius
- Monstros: A Universidade - Terri
- The Last of Us - Bill
- H20: A Ilha de Mako - Joe
- A Guarda do Leão: O Regresso do Rugido - Simba
- Miraculous: As Aventuras de Ladybug - Gabriel Agreste / Falcão Traça
- Power Rangers: Dino Charge - Príncipe Philip III
- A Canção do Mar - Conor
- Os Descendentes 2 - Dude
- A Guarda do Leão - Simba
- Os Hoobs - Hubba Hubba
- Caçadores de Trolls: Contos de Arcádia - Draal
- Patoaventuras (2017) - Irmãos Abutre; Asnésio
- Paprika -.Magma
- Spider-Man (jogo de 2018) - Norman Osborn
- Captain Tsubasa (2018) - Roberto Houngou; Koudai Oozora; Narrador
- Os Descendentes 3 - Dude
- Bia - António
- Ghost of Tsushima - Khotun Khan

## Outras Experiências
Trabalha desde 1989 como orientador de diversos ateliers e grupos de teatro, tendo leccionado a disciplina de Interpretação no Conservatório de Macau entre 1994 e 1997. Dirige a companhia Pequeno Palco de Lisboa, da qual é co-fundador.

## Prémios
- Actor Revelação 1988 Romeu e Julieta